# Helicoverpa gelotopoeon
Helicoverpa gelotopoeon är en fjärilsart som beskrevs av Dyar 1921. Helicoverpa gelotopoeon ingår i släktet Helicoverpa och familjen nattflyn. Inga underarter finns listade i Catalogue of Life.

## Bildgalleri

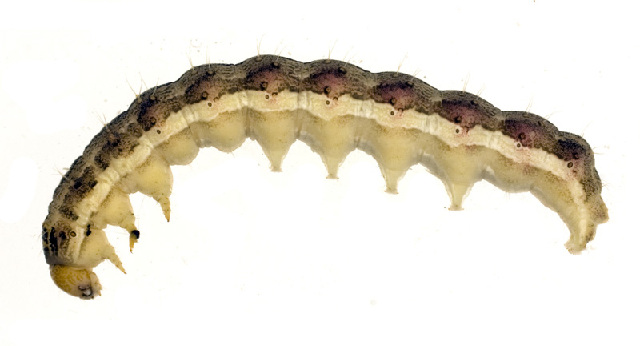